# 卡南
卡南（法語：Canens）是法国上加龙省的一个市镇，属于米雷区（Muret）蒙泰斯基厄沃尔韦斯特尔县（Montesquieu-Volvestre）。该市镇总面积4.84平方公里，2009年时的人口为59人。

## 人口
卡南人口变化图示